# جولييت عواد
جولييت عواد (7 يوليو 1951 -)، ممثلة ومخرجة أردنية من أصل أرمني، وتعدّ من جيل رواد التمثيل في الأردن.

## حياتها
ولدت في العاصمة عمان لعائلة من أصول أرمينية هاجرت من أرمينيا إلى فلسطين ثم استقرت في الأردن، درست في المدرسة الأرمنية الإنجيلية القريبة ثم في مدرسة الأرمن ونالت شهادة البكالوريوس والماجستير في الإخراج والتمثيل من أرمينيا عام 1972، ثم حصلت على الدبلوم العالي في مسرح الطفل،
في فترة الثمانيات من القرن العشرين درّست الأنشطة المسرحيّة للأطفال في مدارس خاصة في العاصمة عمّان خلاصة تجربتها أصدرت كتابً بعنوان: «الدراما في التعليم وتنمية المهارات»،أسست مشروع آرام المسرحي الموجه للأطفال عام 2011،عملت مدرسة في الجامعة الأردنية قسم المسرح لمواد الصوت والإلقاء.

### حياتها الأسرية
تزوجت من الممثل الأردني جميل عواد عام 1982
حيث شكلا معا ثنائيا قويا ولم ينجبا أبناء.

## مشوارها المهني
أول دور قدمته في مسلسل باب العامود عام 1969، عملت بعد ذلك مخرجة مسرح طفل في دائرة الثقافة والفنون خلال الفترة من عام 1972 حتى 1978،أعدت برنامجيين أكاديميين هما الدراما في التعليم، والدراما في تنمية المهارات، يطبقان في بعض مدارس عمان.

### ترشحها للإنتخابات النيابية
في أغسطس 2020 أعلنت ترشحها للانتخابات النيابية عن الدائرة الثالثة في عمّان ممثلة حزب الحركة القومية وقالت 

## أعمالها

### في التلفزيون
- (2024): حرائر البادية
- (2022):أكباد المهاجرة
- (2022):ثمن الجديلة
- (2022):ذياب هباب الريح
- (2022):هند
- (2021): صقار
- (2021): لعبة الإنتقام
- (2021): جلمود الصحارى
- (2020): رياح السموم
- (2019): صبر العذوب
- (2018):  نوف
- (2017): العقاب والعفراء
- (2016): الدمعة الحمراء
- (2015): حنايا الغيث
- (2015): ذهاب وعودة
- (2014): رعود المزن
- (2012): عمر
- (2010): أبواب الغيم
- (2009): ورق الورد
- (2008): نيران البوادي
- (2008): أبو جعفر المنصور
- (2007): نمر بن عدوان:
- (2006): قلعة المحروس
- (2004): التغريبة الفلسطينية
- (2004): فارس بني مروان
- (2003): خط النهاية
- (2002): مسلسل آخر الفرسان
- (2001): المثل البدوي
- (2001): البحث عن صلاح الدين
- (2001): السقاية
- (2000): المنسية
- (1998):قمر وسحر
- (1998): خطوات نحو المستحيل
- (1998): عرس الصقر
- (1997): مسلسل أبناء الضياع
- (1995): العقاب والصقر
- (1992): الكف والمخرز
- (1991): الحطب والنار
- (1990): أوراق الدالية
- (1988): وجه الزمان
- (1988): خطوات نحو المستحيل
- (1988): المعصرة
- (1987): خط النهاية
- (1986): دروب لا تلتقي
- (1985): هبوب الريح
- (1985): الطواحين
- (1982): طرفة بن العبد
- (1982): قريه بلا سقوف
- (1981): شمس الأغوار
- (1981): التائه
- (1979): أبو فراس الحمداني
- (1975): راس العين
- (1970): الفخ
- (1969): باب العامود
- بقايا حطام
- التجربة
- التائه
- آه يا المواجيع
- الشمس بعد الغيوم

### في السينما
- (2012): مملكة النمل

### في المسرح
- (2018):قالب كيك[9]
- (1974): الغائب
- الغرباء يشربون القهوة"
- "ليلة دفن الممثلة جيم".

### في الإخراج
- (1993): تعالوا نلعب في مهرجان مسرح الطفل
- (1977): مسرحية الغابة الذهبية

## الجوائز
- 1992:  الأردن - أفضل ممثلة من «مهرجان المسرح الثاني».
- 2012:  الأردن - تكريم في «مهرجان تايكي جوردان أوروردز» ضمن الفنانات الرائدات عربيًا.

## التحقيق معها
جرى التحقيق مع الممثلة بسبب منشور على فيسبوك ينتقد إحدى الشركات الأردنية المتهمة بالتطبيع مع الاحتلال الإسرائيلي. الهيئات المناهضة للتطبيع استنكرت هذا التحقيق، معتبرة أن استخدام قانون الجرائم الإلكترونية لقمع الحريات يعارض حق التعبير. وطالبت الحكومة بالتوقف عن استهداف النشطاء المناهضين للتطبيع.

## روابط خارجية
- جولييت عواد على موقع IMDb (الإنجليزية)
- جولييت عواد على موقع قاعدة بيانات الأفلام العربية